# Ruta 1519 (Lima)
La ruta 1519 o "la B" fue una ruta de transporte público de la ciudad de Lima, que conectaba los distritos de Carabayllo y San Miguel. El trayecto de esta ruta constaba de 127 y 129 paradas dependiendo de la dirección y duraba aproximadamente 2 horas y media. 

## Características
Esta ruta de transporte público fue operada por la Empresa de Transportes y Servicios Nueva América S.A. (Transnasa), transitando por la urbe limeña.
Actualmente, la ruta que le sucedió es la 1618, cuyo trayecto parte del distrito de Carabayllo hasta Lince, en la ciudad de Lima.

### Autorización
La ruta 1519 se encontraba autorizada por la Municipalidad Metropolitana de Lima (MML) y la Autoridad de Transporte Urbano (ATU).

## Trayecto
Los autobuses de la ruta 1618 comenzaban a operar a las 5:00 a.m. y terminan a las 10:00 p.m., recorriendo los distritos de Carabayllo, Comas, Los Olivos, San Martín de Porres, Lima, Breña, Pueblo Libre, Magdalena del Mar y San Miguel en la provincia de Lima; pasando por lugares importantes como el Club Metropolitano Manco Cápac, las municipalidades de Carabayllo, Los Olivos y de San Miguel.
También se conectaba con el Metropolitano a través de la estación Naranjal; y con la Línea 2 en la estación Tingo María.

### Terminales
Su terminal de ida era en la zona de Torreblanca en Carabayllo, y su terminal de vuelta se encontraba en el cruce de las avenidas La Paz y José Olaya, en San Miguel.

### Recorrido
| Dirección               | Avenidas y calles |
| ----------------------- | --- |
| Ida Hacia San Miguel    | Av. Túpac Amaru - Av. Naranjal - Av. Las Palmeras - Av. Antúnez de Mayolo - Av. 12 de Octubre - Av. Perú - Av. Canadá - Av. Nicolás Dueñas - Av. Óscar Raimundo Benavides - Av. Tingo María - Av. José de San Martín - Av. Antonio José de Sucre - Jr. Grau - Av. Tacna - C. José La Mar - Av. Federico Gallese - Av. La Paz.                                      |
| Vuelta Hacia Carabayllo | Av. La Paz - Av. Universitaria - Av. Costanera - Jr. Independencia - Av. Lima - Jr. San Martín - Jr. Bolognesi - Av. Antonio José de Sucre - Av. José de San Martín - Av. Tingo María - Av. Óscar Raimundo Benavides - Av. Nicolás Dueñas - Av. Canadá - Av. Perú - Av. 12 de Octubre - Av. Antúnez de Mayolo - Av. Las Palmeras - Av. Naranjal - Av. Túpac Amaru. |